# Marvin Gakpa
Marvin Gakpa (Dunkerque, 1º novembre 1993) è un calciatore francese di origini algerine e ivoriane, centrocampista dell'Al-Mesaimeer.

## Caratteristiche tecniche
È un esterno sinistro.

## Carriera
È cresciuto nelle giovanili del Valenciennes.
Ha esordito in Ligue 1 il 10 gennaio 2015 con la maglia del Lorient in occasione dell'incontro perso 3-1 contro il Nizza.

## Palmarès

### Club

#### Competizioni nazionali
- Ligue 2: 1

Metz: 2018-2019